# West Indies Women’s Cricket Team in Pakistan in der Saison 2021/22
Die Tour des West Indies Women’s Cricket Team nach Pakistan in der Saison 2021/22 fand vom 8. bis zum 14. November 2021 statt. Die internationale Cricket-Tour war Bestandteil der Internationalen Cricket-Saison 2021/22 und umfasste drei WODIs. Die West Indies gewannen die Serie 2–1.

## Vorgeschichte
Für beide Mannschaften war es die erste Tour der Saison. Das letzte Aufeinandertreffen der beiden Mannschaften bei einer Tour fand in der Saison 2021 in den West Indies statt. Kurz vor der Tour testeten mehrere Spielerinnen der pakistanischen Mannschaft positiv auf SARS-CoV-2, waren jedoch rechtzeitig wieder Einsatzbereit. Für beide Teams war es eine Vorbereitung auf den Women’s Cricket World Cup Qualifier 2021 in Sri Lanka der kurz darauf stattfand.

## Stadion
Die folgende Stadion wurden für die Austragung der Tour ausgewählt.
| Stadion          | Stadt   | Kapazität | Spiele       |
| ---------------- | ------- | --------- | ------------ |
| National Stadium | Karachi | 34.228    | 1. – 3. WODI |

## Kaderlisten
Die West Indies benannten ihren Kader am 26. Oktober 2021.
| WODI | WODI |
| Pakistan | West Indies |
| --- | --- |
| - Javeria Khan (K) - Muneeba Ali - Anam Amin - Sidra Ameen - Aiman Anwer - Diana Baig - Nida Dar - Kainat Imtiaz - Sadia Iqbal - Iram Javed - Sidra Nawaz (wk) - Aliya Riaz - Fatima Sana - Rameen Shamim - Omaima Sohail - Nashra Sandhu - Maham Tariq - Ayesha Zafar | - Stafanie Taylor (K) - Anisa Mohammed (VK) - Aaliyah Alleyne - Shemaine Campbelle - Shamilia Connell - Deandra Dottin - Sheneta Grimmond - Chinelle Henry - Qiana Joseph - Kycia Knight - Kyshona Knight - Hayley Matthews - Chedean Nation - Shakera Selman - Rashada Williams |

## Women’s One-Day Internationals

### Erstes WODI in Karachi
| 8. November Scorecard | Karachi | West Indies 253-8 (50)          | – | Pakistan 208-9 (50) |
|                       |         | West Indies gewinnt mit 45 Runs |   |                     |

Pakistan gewann den Münzwurf und entschied sich als Feldmannschaft zu beginnen. Für die West Indies konnte sich Eröffnungs-Batterin Deandra Dottin etablieren, es sollte jedoch bis zur fünften Schlagfrau Hayley Matthews dauern, bevor sich eine Partnerin fand die sich neben ihr etablieren konnte. Zusammen erzielten sie eine Partnerschaft über 119 Runs, bis Matthews nach einem Fifty über 57 Runs ausschied. Ihr folgte Shemaine Campbelle. Dottin schied nach einem Century über 132 Runs aus 146 Bällen aus, während Knight 23 Runs erzielen konnte. Beste Bowlerin der Pakistans war Anam Amin mit 5 Wickets für 35 Runs. Für Pakistan konnte zunächst Eröffnungs-Batterin Muneeba Ali 28 Runs erzielen. Danach etablierte sich die Partnerschaft von Kainat Imtiaz (24 Runs) und Iram Javed (40 Runs) über 57 Runs. Ihnen folgten Aliya Riaz mit 46 Prozent uns und Kapitänin Sidra Nawaz mit 23 Runs. Dennoch reichte dies nicht um die Vorgabe der West Indies einzuholen. Beste Bowlerin der West Indies war Hayley Matthews mit 3 Wickets für 31 Runs. Als Spielerin des Spiels wurde Deandra Dottin ausgezeichnet.

### Zweites WODI in Karachi
| 11. November Scorecard | Karachi | West Indies 153 (45.4)          | – | Pakistan 116 (39.2) |
|                        |         | West Indies gewinnt mit 37 Runs |   |                     |

Pakistan gewann den Münzwurf und entschied sich als Feldmannschaft zu beginnen. Für die West Indies erzielte zunächst Deandra Dottin 34 Runs. Es folgten Kapitänin Stefanie Taylor mit 23 Runs, Hayley Matthews mit 26 Runs und Shemaine Campbelle mit 23 Runs. Kycia Knight musste nach 19 Runs verletzt ausscheiden. Beste Bowlerinnen für Pakistan mit jeweils 2 Wickets waren Fatima Sana für 19 Runs, Anam Amin für 21 Runs und Omaima Sohail für 25 Runs. Für Pakistan begannen Muneeba Ali mit 17 Runs und Sidra Ameen mit 11 Runs. Ihnen folgten Kapitänen Javeria Khan mit 24 Runs und Omaima Sohail mit 27 Runs. Von den verbliebenen Batterinnen konnte dann nur noch Fatima Sana mit 17 Runs eine zweistellige Runzahl erreichen, was nicht ausreicht eum die Vorgabe einzuholen. Beste Bowlerinnen für die West Indies waren Hayley Matthews mit 4 Wickets für 26 Runs und Shamilia Connell mit 3 Wickets für 18 Runs. Als Spielerin des Spiels wurde Hayley Matthews ausgezeichnet.

### Drittes WODI in Karachi
| 26. September Scorecard | Karachi | Pakistan 225-7 (50)               | – | West Indies 226-4 (44) |
|                         |         | West Indies gewinnt mit 6 Wickets |   |                        |

West Indies gewannen den Münzwurf und entschieden sich als Feldmannschaft zu beginnen. Für Pakistan konnte sich zunächst Muneeba Ali etablieren und erzielte ein Fifty über 58 Runs. Ihr folgte Omaima Sohail mit 27 Runs, bevor Iram Javed 26 Runs und Aliya Riaz 44* Runs erzielten. Beste Bowlerinnen für die West Indies waren mit jeweils 2 Wickets Shakera Selman für 40 Runs und Aaliyah Alleyne für 41 Runs. Die West Indies verloren früh drei Wickets, bevor sich Stafanie Taylor und Hayley Matthews etablieren konnten. Matthews verlor nach 49 Runs ihr Wicket und wurde durch Chedean Nation ersetzt. Zusammen konnten sie mit ihrer Partnerschaft über 128* Runs die Vorgabe Pakistans einholen, wobei Taylor ein Century über 102 Runs aus 117* Bällen und Nation ein Fifty über 51* Runs erzielte. Beste Bowlerin für Pakistan war Anam Amin mit 2 Wickets für 45 Runs. Also Spielerin des Spiels wurde Stafanie Taylor ausgezeichnet.

## Auszeichnungen

### Player of the Series
Als Player of the Series wurden der folgende Spieler ausgezeichnet.
| Serie | Player of the Series |
| ----- | -------------------- |
| WODI  | Hayley Matthews      |

### Player of the Match
Als Player of the Match wurden die folgenden Spielerinnen ausgezeichnet.
| Spiel   | Player of the Match |
| ------- | ------------------- |
| 1. WODI | Deandra Dottin      |
| 2. WODI | Hayley Matthews     |
| 3. WODI | Stafanie Taylor     |